# Margaret Miller Brown
Margaret Miller Brown (* 22. April 1903 in Owen Sound; † 15. Februar 1970 ebenda) war eine kanadische Pianistin und Musikpädagogin.
Miller Brown studierte in Toronto bei Frank Welsman und Mona Bates und in New York bei Ernest Hutcheson. Ihre Laufbahn als Konzertpianistin begann 1927 und reichte bis in die 1950er Jahre. Sie trat u. a. mit dem Toronto Symphony Orchestra und Mona Bates’ Ten-Piano Ensemble auf und spielte 1940 bei den Promenade Symphony Concerts in Toronto die kanadische Erstaufführung von Ulric Coles Divertimento. 1951 unternahm sie eine Europatournee.
Sie unterrichtete von 1924 bis 1969 am Toronto Conservatory of Music (später The Royal Conservatory of Music), daneben auch einige Zeit an der University of Toronto. Zu ihren Schülern zählten u. a. Brian Cherney, John Coveart, Anna Drake Dembeck, Sheila Henig, Gordon Macpherson, Clifford Poole, Sydney Young McInnis, Doug Riley und Clifford von Kuster.